# Galo Galecio
Galo Galecio Taranto (Vinces, 1906 - † Quito, 14 de abril de 1993) fue un destacado grabador, pintor, muralista, escultor, caricaturista y artista gráfico ecuatoriano.  Hijo de Martín Galecio y Victoria Taranto Garzón.

## Biografía
Nació en Vinces,  Los Ríos el 1 de junio de 1906.
En 1911 quedó huérfano de padre. Viajó a Guayaquil y estudió la primaria, luego regresó con su madre a estudiar en la escuela fiscal en Vinces donde empezó a realizar sus primeras caricaturas. Posteriormente retornó a Guayaquil a estudiar la secundaria ingresando a la escuela de Bellas Artes. 
Tras estudiar en la Escuela de Bellas Artes de Guayaquil recibió una beca para estudiar artes gráficas y pintura mural en la Academia Nacional de Bellas Artes en México de 1944-1946. Durante su estancia en México, Galecio estudió con el famoso muralista Diego Rivera, entró en el Taller de Gráfica Popular, uno de los talleres de obra gráfica más influyentes en el mundo, y creó su primera carpeta de grabados Bajo la Línea del Ecuador. 

## Fallecimiento
Murió en Quito el 14 de abril de 1993.

## Legado
Durante su trayectoria realizó exposiciones en el país y en el exterior y pintó murales como Gente de pueblo en la Academia de Bellas Artes de México; Historia del Ecuador, pintado al fresco en la Casa de la Cultura Matriz; Defensa y protección del trabajador ecuatoriano, pintado al fresco en el IESS, Primer vuelo sobre los Andes, en el aeropuerto Mariscal Sucre, y Protección y fomento de la economía del país, pintado al temple en el Banco Central. Participó en las bienales de Sao Paulo, Tokio, La Habana, Santiago de Chile, Washington y Cataluña.

## Honores
En Guayaquil la  sala del Museo Antropológico y de Arte Contemporáneo (MAAC) lleva el nombre del grabador vinceño Galo Galecio, además de una de sus calles comprendida desde la calle Provincia del Guayas hasta la calle Río Daule.